# Walking Distance (The Twilight Zone)
“Walking Distance” is een aflevering van de Amerikaanse televisieserie The Twilight Zone.

## Plot

### Opening
Martin Sloan, age thirty-six. Occupation: vice-president, ad agency, in charge of media. This is not just a Sunday drive for Martin Sloan. He perhaps doesn't know it at the time, but it's an exodus. Somewhere up the road he's looking for sanity. And somewhere up the road, he'll find something else.
— Rod Serling

### Verhaal
Martin Sloane, een man van middelbare leeftijd, is op weg in zijn auto. Onderweg stopt hij in het stadje waar hij zijn jeugd heeft doorgebracht. Vrijwel alles ziet er nog zo uit als toen. Hij gaat naar een bar, waar hij herinneringen ophaalt aan een oude man genaamd Wilson, die volgens Martin een van de gelukkigste herinneringen aan zijn jeugd is, maar inmiddels is overleden. De man achter de bar lijkt geschokt door deze onthulling. Zodra Martin vertrekt, gaat de man naar een achterkamertje waar Mr. Wilson blijkt te zijn.
Martin loopt een stukje verder en ziet dan tot zijn verbazing zichzelf als kind. Hij volgt zijn jonge versie naar zijn ouderlijk huis, waar hij zijn ouders probeert te overtuigen van wie hij is. Ook vertelt hij zijn jonge zelf van zijn jeugd te genieten zolang dat nog kan. Hiermee jaagt hij de jonge Martin alleen maar angst in, waardoor deze valt en zijn been bezeert. Uiteindelijk concludeert Martins vader door middel van wat papieren in Martins portemonnee dat de volwassen Martin inderdaad is wie hij beweert te zijn. Hij vertelt hem terug te gaan naar zijn eigen tijd.
Het volgende moment is Martin weer terug in zijn eigen tijd. Terwijl hij naar zijn auto loopt, ziet de kijker dat Martin opeens op een andere manier loopt.

### Slot
Martin Sloan, age thirty-six, vice-president in charge of media. Successful in most things but not in the one effort that all men try at some time in their lives—trying to go home again. And also like all men perhaps there'll be an occasion, maybe a summer night sometime, when he'll look up from what he's doing and listen to the distant music of a calliope, and hear the voices and the laughter of the people and places of his past. And perhaps across his mind there'll flit a little errant wish, that a man might not have to become old, never outgrow the parks and the merry-go-rounds of his youth. And he'll smile then too because he'll know it is just an errant wish, some wisp of memory not too important really, some laughing ghosts that cross a man's mind, that are a part of the Twilight Zone.
— Rod Serling

## Rolverdeling
- Gig Young: Martin Sloane
- Frank Overton: Martins vader
- Irene Tedrow: Martins moeder
- Ron Howard: The Wilcox Boy
- Byron Foulger: Charlie
- Patrick H. O'Malley Jr.: Mr. Wilson

## Thema’s
Gelijke thema’s als in deze aflevering werden gebruikt in “The Incredible World of Horace Ford” en “Young Man's Fancy”. De aflevering speelt ook in op de druk van de zakenwereld, die als basis diende voor de afleveringen “A Stop at Willoughby”, “The Brain Center at Whipple's” en twee van Serlings teleplays van na The Twilight Zone.

## Trivia
- De aflevering werd opgenomen op de set van de televisieremake van Meet Me in St. Louis.
- De muziek gecomponeerd door Bernard Herrmann voor deze aflevering, werd later herbruikt in andere afleveringen.